# Football Club Sète
El Football Club de Sète 34 es el club de fútbol de la ciudad de Sète en el sur de Francia. En 2009, por problemas administrativos, el club descendió hasta el nivel 6 nacional, la DH. Actualmente compite en el Championnat National 3, quinta categoría del fútbol francés. El club ha ganado dos veces el campeonato francés, y una vez el campeonato de Francia Libre (durante la guerra). También ha ganado dos veces la copa nacional.

## Historia
El equipo fue fundado en 1900 con el nombre de Olympique Cettois. En 1914 se cambia el nombre por el actual, Football Club de Sète 34.
En 1930 el equipo gana su primer título, la Copa de Francia.
En 1934 se convierte en el primer club francés en realizar un doblete, ganó Liga y Copa en una misma temporada.

## Uniforme
- Uniforme titular: Camiseta verde y blanca, pantalón negro y medias negras.
- Uniforme alternativo: Camiseta roja, pantalón rojo y medias rojas.

## Estadio
Stade Louis Michel, con capacidad para 8000 personas.

## Datos del club
- Temporadas en la Ligue 1: 8 (1)
- Temporadas en la Ligue 2: 20
- Mejor puesto en la liga: 1.º (Ligue 1, 1934 y 1939)
- Peor puesto en la liga: 18.º (Ligue 1, 1954)
- Jugadores importantes: -

(1) El FC Séte estuvo 16 temporadas en la máxima categoría del fútbol francés, pero solo ocho desde que pasó a llamarse Ligue 1.

## Futbolistas

### Jugadores destacados
- Ivan Beck
- René Llense

## Palmarés
Títulos nacionales oficiales: 4
- Ligue 1 (2): 1934 y 1939
- Copa de Francia (2): 1930 y 1934
- Championnat National 2 (1): 2020
- Championnat de France amateur 2 (1):  2014
- 4 subcampeonatos de la Copa de Francia: 1923, 1924, 1929 y 1942

## Rivalidades
Su máximo rival es AS Béziers.
Tiene rivalidades con Montpellier Hérault Sport Club y Olympique Nîmes.